# Basiliky

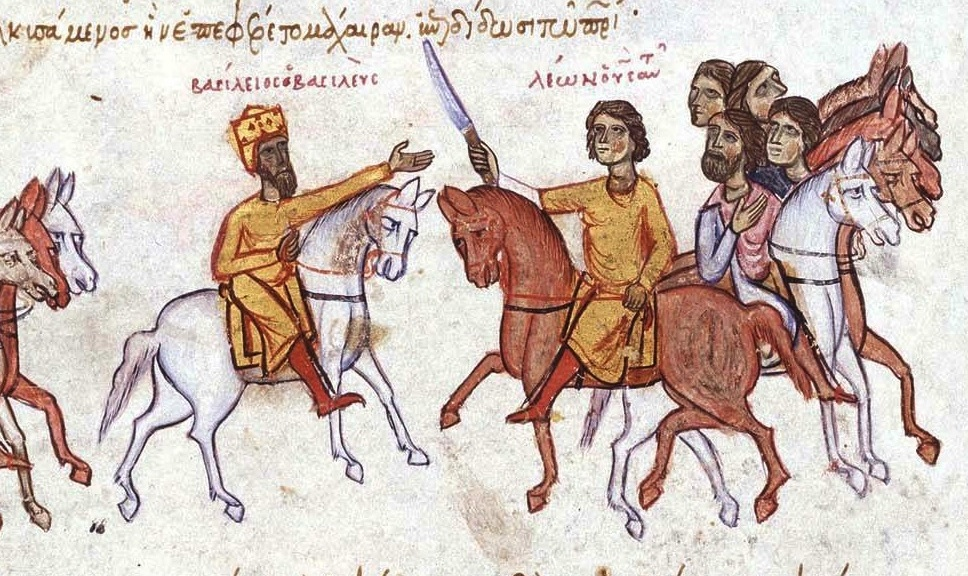
Lev VI. (vpravo) a Basil I. (vlevo), iluminace z 12. století, Madrid Skylitzes

Basiliky (z řeckého τά βασιλικά νóμιμα, ta basilika nomima – „císařské zákony“) je právní sbírka vydaná na konci 9. století byzantským císařem Lvem VI. Ten navázal na kodifikační práce svého předchůdce Basileia I. (podle něhož se dílo jmenuje) a sestavil objemově největší a svým významem jistě nejdůležitější sbírku práva celých byzantských dějin.
Basiliky obsahují všechny části Justiniánovy kodifikace Corpus iuris civilis včetně novel. Kompilátoři ovšem nezpracovávali původní latinský originál, ale nějaké jeho překlady do řečtiny, parafráze a výtahy (snad se jednalo o řecké shrnutí Digest neznámého autora, překlad Kodexu od konstantinopolského profesora Thalalea a řecké parafráze Institucí pravděpodobně z pera právníka Theofilia; Novely měly být převzaty v původní podobě). Z Justiniána tak byly odstraněny věci již zastaralé, nadbytečné či kontradiktorní. (Samotný Basileios tento proces označil slovem repurgatio, očištění.) Nakonec byly do řečtiny přeloženy i odborné právnické termíny.
Vzniklé dílo bylo kodifikací práva soukromého, veřejného a kanonického. Jeho první kniha se věnovala katolické víře, další tři církevnímu právu, zbývající byly o obecných právních principech, soukromému právu (45 knih), veřejném a úřednickém právu (8 knih), poslední kniha se zabývala právem trestním. Do sbírky také byla zahrnuta řada komentářů a vysvětlivek. Po jejím vydáním císař Lev VI. ještě k dílu dodal další nařízení, kterých nakonec bylo 113. Do dnešní doby se ze sbírky dochovaly asi 2/3 jejího obsahu, rejstřík je znám ze svitku z 12. století.
Na rozdíl od Justiniánovy kodifikace se Basiliky skládaly jen z jediného celku, čímž bylo zabráněno vzájemným kontradikcím. Také měly promyšlenější složení. V praxi proto spolu s Procheironem a později ještě Hexabiblem byly používány až do zániku Byzantské říše (1453).